# Sergio
Sergio  è un nome proprio di persona italiano maschile.

## Varianti
- Maschili
  - Alterati: Sergino[4]
- Femminili: Sergia[1][3][4]
  - Alterati: Sergina[4]

### Varianti in altre lingue
- Albanese: Serxho
- Arabo: سركيس (Sarkīs)
- Armeno: Սարգիս (Sarkis, Sargis)[2]
- Basco: Sergi[5]
- Bielorusso: Сярге́й (Sjarhej)
- Bulgaro: Сергей (Sergej)[2]
- Catalano: Sergi[2][5]
- Croato: Sergije
- Esperanto: Serĝo
- Francese: Serge[2]
- Galiziano: Serxio[5]
- Greco bizantino: Σεργιος (Sergios)[3][6]
- Greco moderno: Σέργιος (Sergios)
- Inglese: Sergius[7]
- Latino: Sergius[1][2][3][4][5][7]
  - Femminili: Sergia[1]
- Olandese: Sergius
- Polacco: Sergiusz[2]
- Portoghese: Sérgio[2]
  - Alterati: Serginho
- Rumeno: Sergiu[2], Serghei[2]
- Russo: Сергей (Sergej)[2][3]
- Serbo: Сергије (Sergije)
- Sloveno: Sergij
- Spagnolo: Sergio[2][5]
- Tedesco: Sergius
- Ucraino: Сергій (Serhij)[2]
- Ungherese: Szergiusz

## Origine e diffusione
Trae origine dal gentilizio latino Sergius, dall'etimologia incerta; tale nome potrebbe significare "servo" o "guardiano" (dal latino servare, "custodire"), ma più probabilmente è di origini etrusche ormai indecifrabili.
Era il nome portato dai membri della Gens Sergia, alla quale appartenne Lucio Sergio Catilina, che secondo la leggenda discendeva dal troiano Sergesto, e appare anche brevemente negli Atti degli apostoli (13:6-12), dove è citato il proconsole Sergio Paolo.
Divenuto in epoca imperiale romana nome personale, si diffuse ampiamente nell'impero bizantino nella forma greca Σεργιος (Sergios); il culto di vari santi così chiamati (come il martire romano san Sergio, da cui prende il nome la città di Sergiopoli, e san Sergio di Radonež, considerato il padre del monachesimo russo), e poi la fama dei quattro Papi e dei vari duchi di Amalfi e di Napoli così chiamati ha sostenuto l'uso del nome nel corso dei secoli, ma la popolarità vera e propria è recente, iniziata a partire dall'Ottocento grazie alla tradizione letteraria russa, dove è molto ricorrente nella forma Сергей (Sergej). Ad oggi è diffuso in tutta Italia, soprattutto nel Nord e nel Centro. È attestato anche come cognome.

## Onomastico
L'onomastico può essere festeggiato in memoria di più santi, alle date seguenti:
- 24 febbraio, san Sergio, martire a Cesarea in Cappadocia[11]
- 28 giugno, san Sergio, monaco ortodosso a Valaam[12]
- 27 luglio, san Sergio, martire a Bisceglie con i santi Mauro e Pantaleone
- 30 luglio, beato Sergio Cid Pazo, sacerdote salesiano, martire a Barcellona[5]
- 8 settembre, san Sergio I, papa[11]
- 25 settembre, san Sergio di Radonež, monaco russo[11]
- 7 ottobre, san Sergio, soldato romano martire a Rusafa (Sergiopoli), commemorato con san Bacco[11]

## Persone

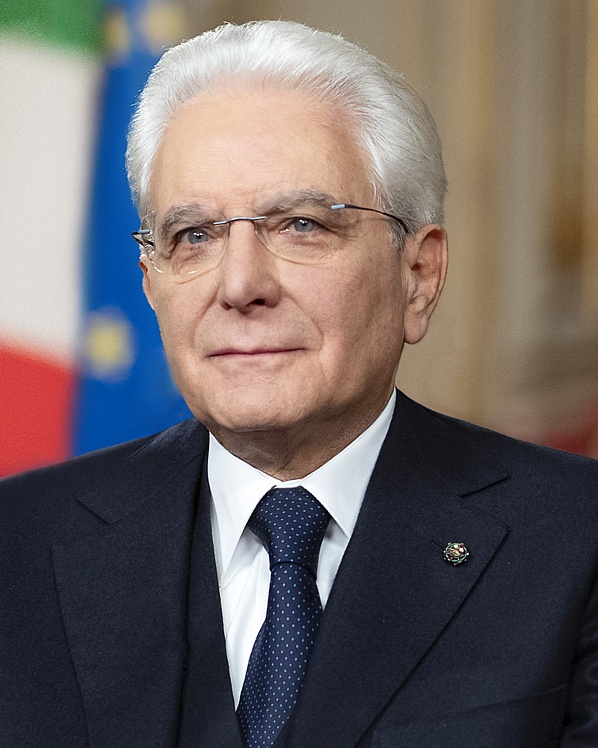
Sergio Mattarella

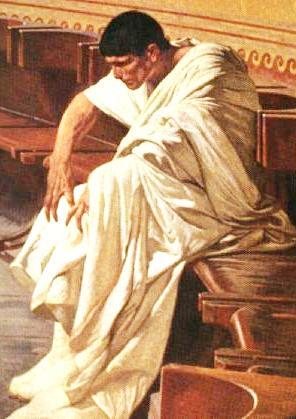
Lucio Sergio Catilina

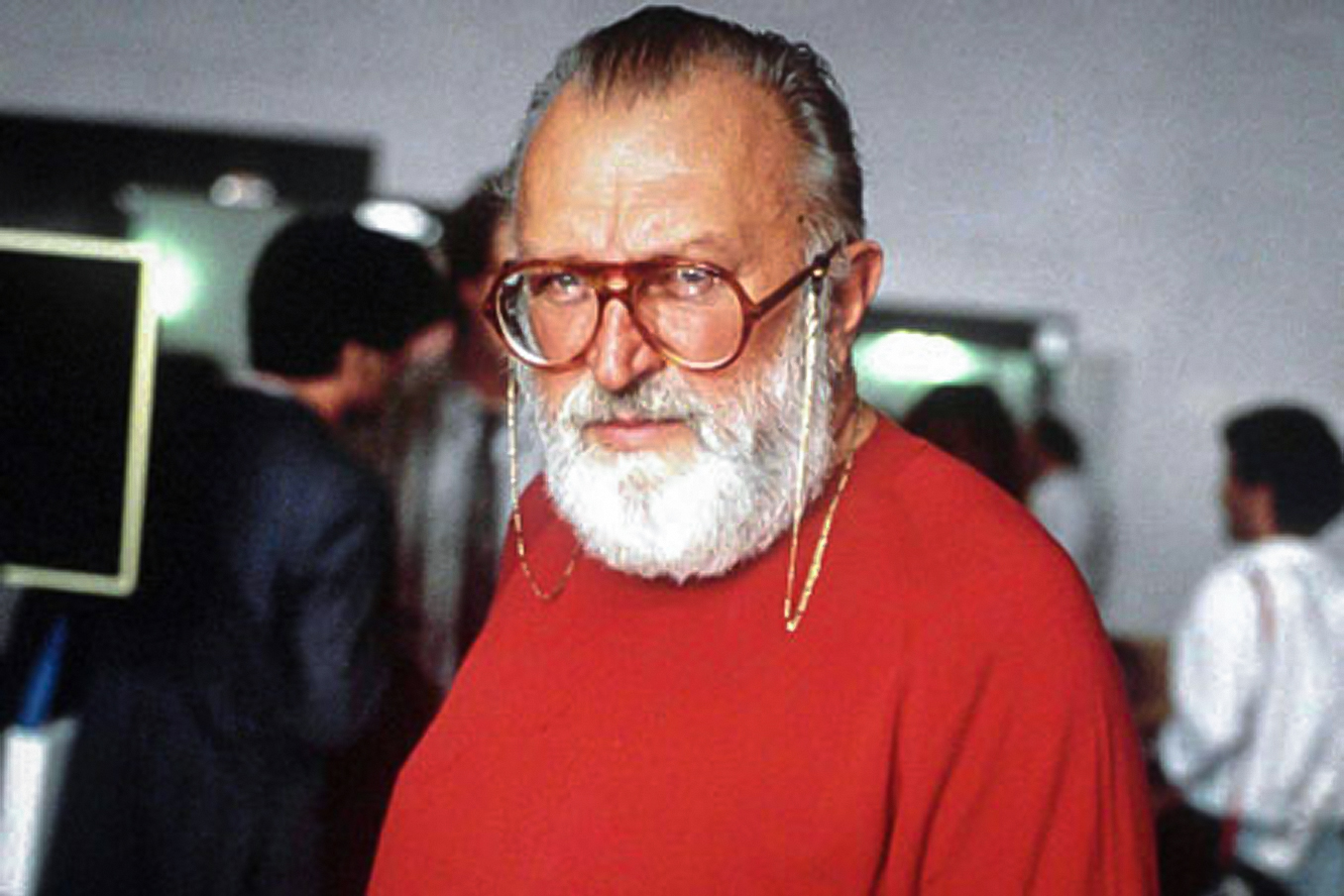
Sergio Leone

- Lucio Sergio Catilina, militare e senatore romano
- Sergio Agüero, calciatore argentino
- Sergio Amidei, sceneggiatore e produttore cinematografico italiano
- Sergio Assisi, attore italiano
- Sergio Bonelli, fumettista ed editore italiano
- Sergio Brio, calciatore e allenatore di calcio italiano
- Sergio Bruni, cantautore, chitarrista e compositore italiano
- Sergio Castellitto, attore, regista e sceneggiatore italiano
- Sergio Cofferati, sindacalista e politico italiano.
- Sergio Corazzini, poeta italiano
- Sergio Corbucci, regista e sceneggiatore italiano
- Sergio Costa, militare e politico italiano
- Sergio Endrigo, cantautore italiano
- Sergio Leone, regista, sceneggiatore e produttore cinematografico italiano
- Sergio Marchionne, dirigente d'azienda italiano naturalizzato canadese
- Sergio Mattarella, politico, giurista, accademico e avvocato italiano
- Sergio Parisse, rugbista italiano
- Sergio Pininfarina, imprenditore, designer e senatore a vita italiano
- Sergio Pizzorno, cantante, polistrumentista e produttore discografico britannico
- Sergio Romano, storico, scrittore, giornalista e ambasciatore italiano
- Sergio Rubini, attore, regista e sceneggiatore italiano
- Sergio Staino, fumettista, disegnatore e regista italiano
- Sergio Tofano, attore, regista, disegnatore e scrittore italiano

### Variante Serge

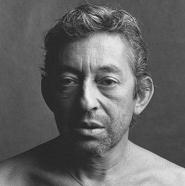
Serge Gainsbourg

- Serge Betsen, rugbista a 15 francese
- Serge Brussolo, scrittore francese
- Serge Gainsbourg, cantautore, musicista e poeta francese
- Serge Latouche, economista e filosofo francese
- Serge Lifar, ballerino e coreografo ucraino
- Serge Moscovici, psicologo e sociologo rumeno naturalizzato francese
- Serge Reggiani, attore e cantante italiano naturalizzato francese
- Serge Voronoff, chirurgo e sessuologo russo naturalizzato francese

### Variante Sergej

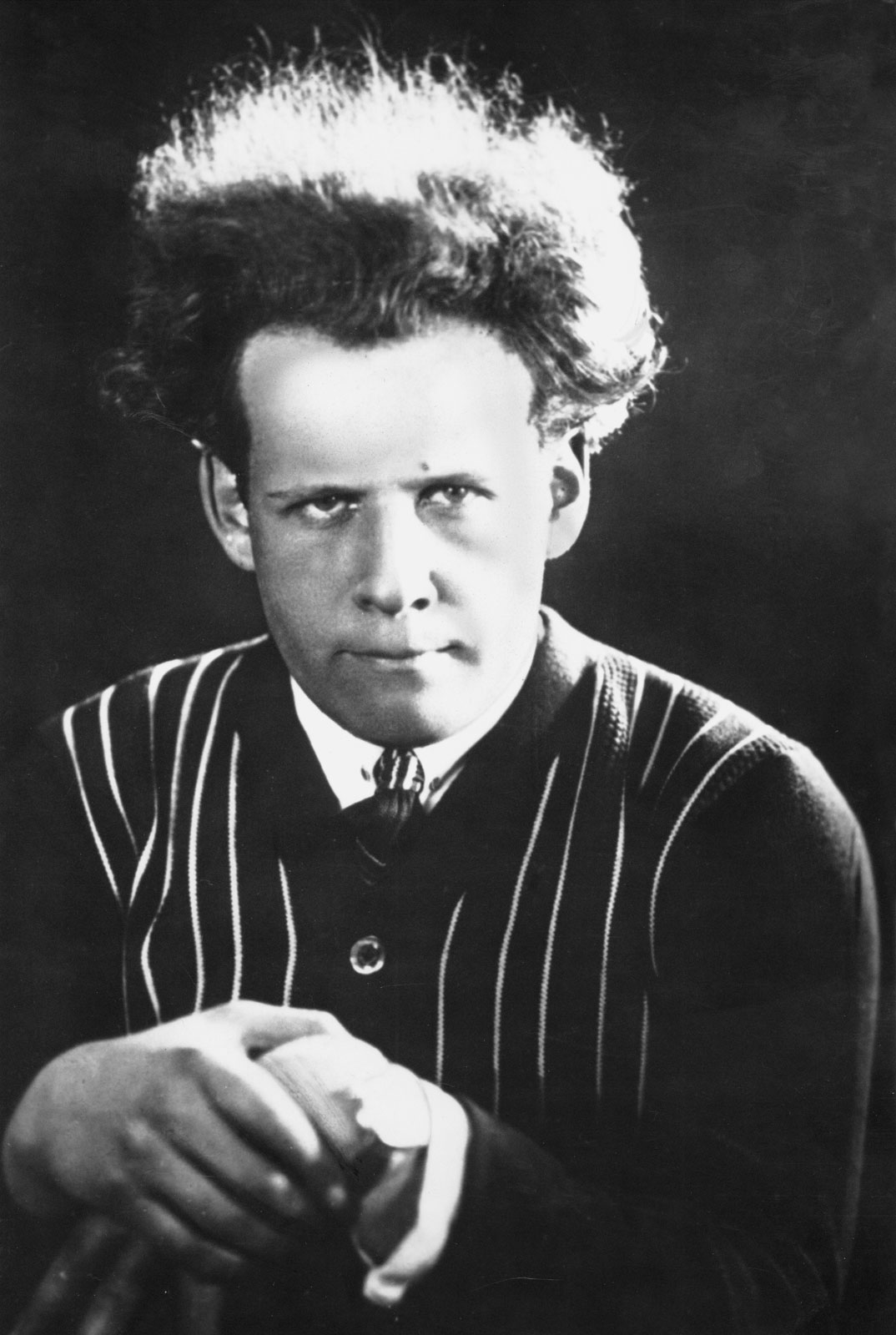
Sergej Michajlovič Ėjzenštejn

- Sergej Bondarčuk, regista, sceneggiatore e attore sovietico
- Sergej Bulgakov, filosofo, teologo e scrittore russo
- Sergej Djagilev, impresario teatrale russo
- Sergej Ėjzenštejn, regista, sceneggiatore, produttore cinematografico e scenografo sovietico
- Sergej Esenin, poeta russo
- Sergej Gerasimov, attore e regista sovietico
- Sergej Kirov, rivoluzionario e politico sovietico
- Sergej Kusevickij, direttore d'orchestra e contrabbassista russo naturalizzato statunitense
- Sergej Paradžanov, regista sovietico
- Sergej Prokof'ev, pianista e compositore russo
- Sergej Prokudin-Gorskij, chimico e fotografo russo
- Sergej Rachmaninov, compositore, pianista e direttore d'orchestra russo naturalizzato statunitense
- Sergej Sirotkin, pilota automobilistico russo
- Sergej Stanišev, politico bulgaro
- Sergej Ustjugov, fondista russo

### Variante Serhij
- Serhij Bubka, atleta ucraino
- Serhij Rebrov, calciatore e allenatore di calcio ucraino
- Serhij Stachovs'kyj, tennista ucraino
- Serhij Svjatčenko, artista e pittore ucraino
- Serhij Tihipko, politico ucraino

### Altre varianti
- Sjarhej Alejnikaŭ, calciatore e allenatore di calcio bielorusso
- Sergi Barjuan, calciatore spagnolo
- Sergius Golowin, scrittore e bibliotecario svizzero
- Sérgio Mendes, cantante brasiliano
- Sergiusz Piasecki, scrittore polacco
- Serj Tankian, cantante statunitense di origini armene

## Il nome nelle arti
- Sergius (Satire Sergius) è il titolo di una commedia composta nel 1496 dall'umanista tedesco Johannes Reuchlin.
- Padre Sergij è un romanzo di Lev Tolstoj.
- Le beau Serge ("Il bel Sergio") è il titolo di una pellicola cinematografica diretta da Claude Chabrol, considerato il primo film della Nouvelle Vague[13][14][15].